# Lainsecq
Lainsecq település Franciaországban, Yonne megyében. Lakosainak száma 324 fő (2022. január 1.). Lainsecq Thury, Étais-la-Sauvin, Sainpuits, Sougères-en-Puisaye és Treigny-Perreuse-Sainte-Colombe községekkel határos.

## Népesség
A település népességének változása:
| Lakosok száma | 341  | 342  | 346  | 326  | 318  | 319  | 319  | 321  | 324  |
|               | 2013 | 2015 | 2016 | 2017 | 2018 | 2019 | 2020 | 2021 | 2022 |